# Richard Ryder
Richard Ryder   (Corfe Castle, 3 de juliol de 1940) és un assagista, psicòleg i defensor dels drets dels animals anglès. Es va fer conegut a la dècada de 1970 com a membre de l'Oxford Group, un grup d'intel·lectuals vagament relacionat amb la Universitat d'Oxford que va començar a manifestar-se en contra de la instrumentalització d'animals, en particular de la ramaderia intensiva i de la experimentació amb animal. En aquell moment treballava com a psicòleg clínic a l'Hospital Warneford d'Oxford, i ell mateix havia participat en investigacions amb animals al Regne Unit i als Estats Units d'Amèrica.

## Trajectòria
El 1970 Ryder va encunyar el terme «especisme» per a descriure l'exclusió dels animals no humans de les proteccions disponibles per als éssers humans. El 1977 va esdevenir president de la Royal Society for the Prevention of Cruelty to Animals (RSPCA) i va ajudar a organitzar el primer congrés acadèmic sobre els drets dels animals, celebrat l'agost de 1977 al Trinity College de Cambridge. El congrés va originar una «Declaració contra l'especisme», signada per 150 persones.
Ryder va ajudar a assolir les reformes legislatives de protecció dels animals al Regne Unit i a la Unió Europea entre els anys 1970 i 2020. És autor d'una sèrie de llibres sobre investigació animal, drets dels animals i moral en política, com Victims of Science (1975), Animal Revolution (1989) i Painism: A Modern Morality (2001). Ryder va ser president de la RSPCA del 2020 al 2023.
Ryder va encunyar el terme «dolorisme» l'any 1990 per a descriure la seva posició segons la qual tots els éssers que senten dolor mereixen drets. Argumenta que el dolorisme es pot veure com una tercera via entre la posició utilitarista de Peter Singer i la visió dels drets deontològics de Tom Regan. Combina la visió utilitarista que l'estatus moral prové de la capacitat de sentir dolor amb la prohibició de la visió dels drets d'utilitzar els altres com a mitjà per aconseguir un fi. Ryder argumenta que «la consciència està limitada pels límits de l'individu. El meu dolor i el dolor dels altres es troben, per tant, en categories separades, no pots sumar-los ni restar-los els uns als altres. En qualsevol situació hauríem de preocupar-nos principalment pel dolor de l'individu que és el màxim que pateix».
Ryder va aparèixer a la pel·lícula antiespecista del 2012, The Superior Human? , en què descriu la seva concepció del terme «especisme» i el principi de dolorisme.